# Czyżyny

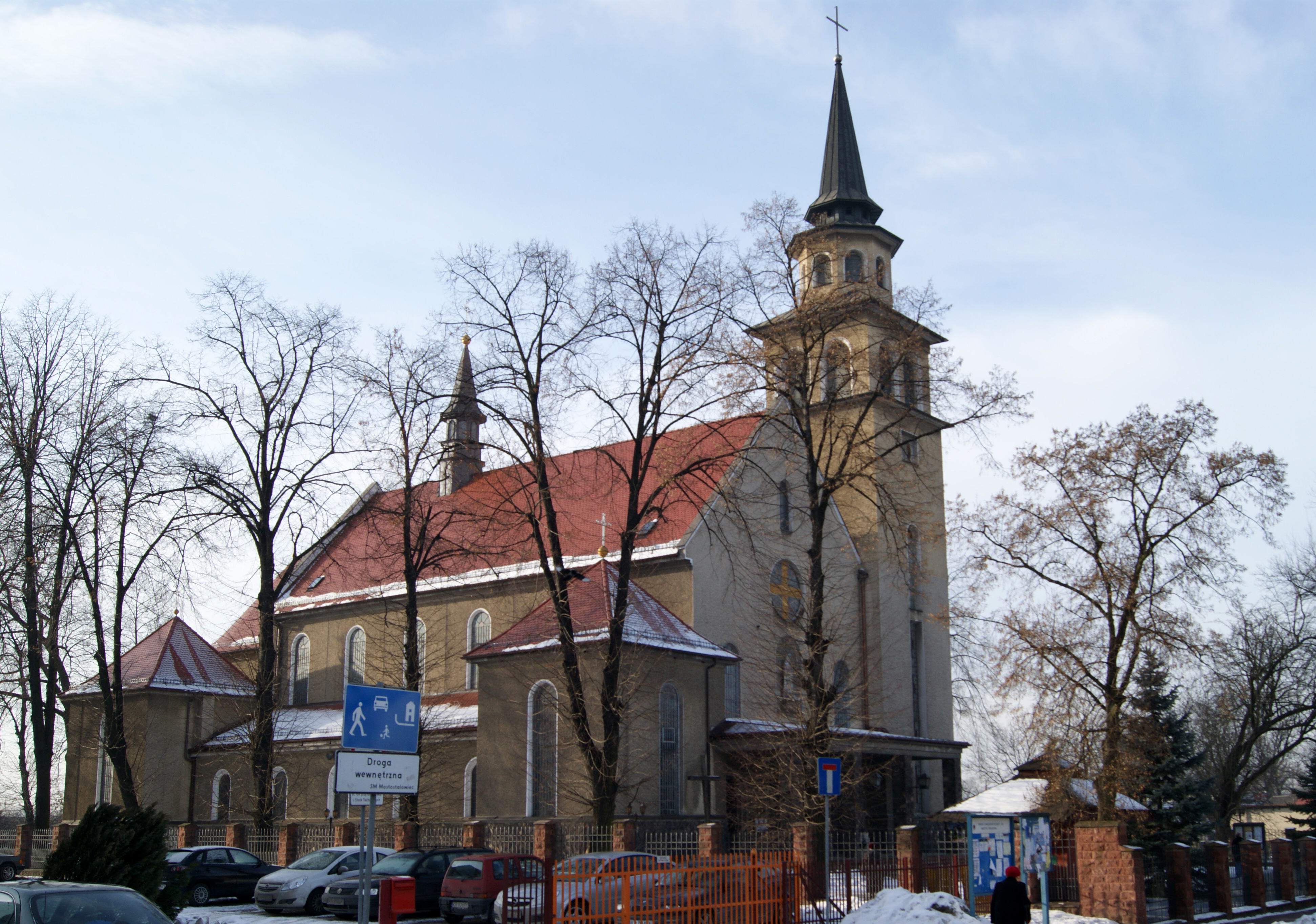
Ortskirche

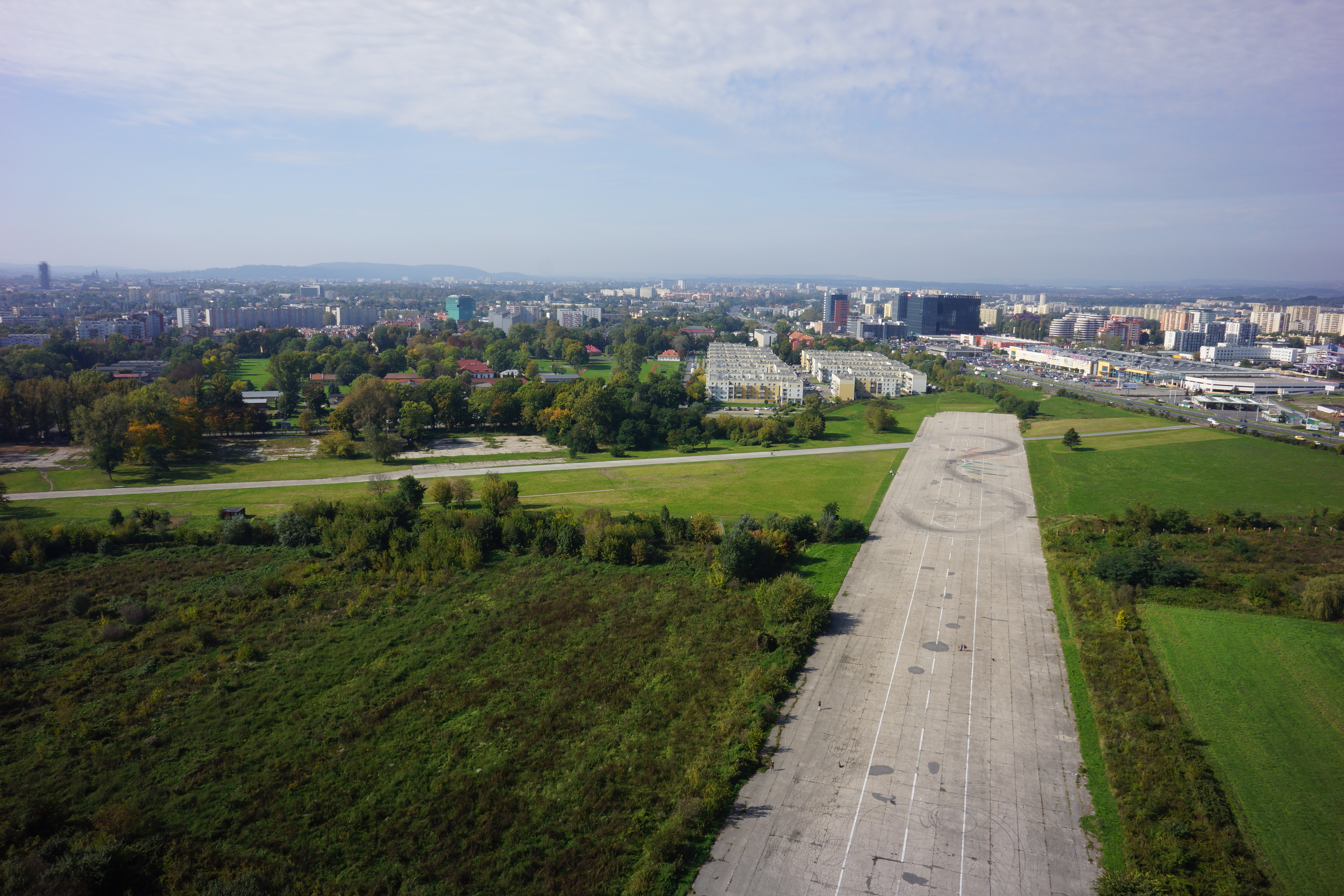
Der alte Flugpark

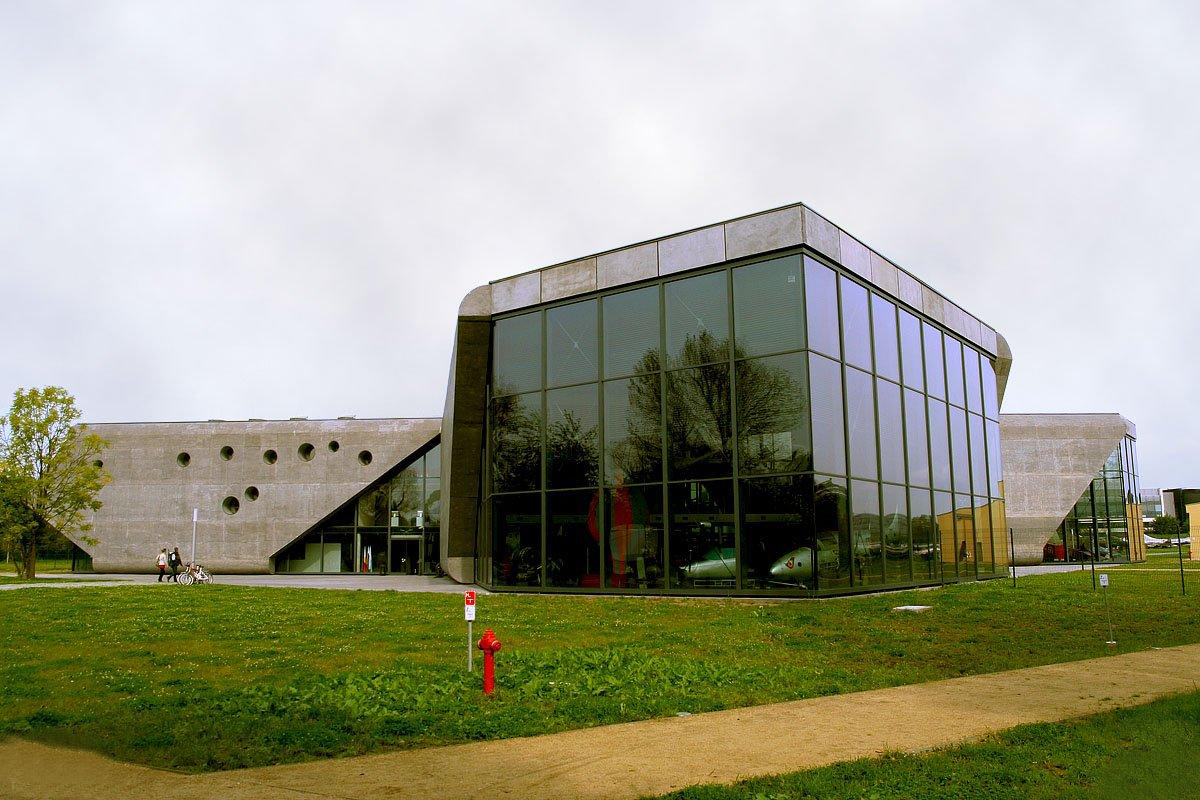
Polnisches Luftfahrtmuseum

Czyżyny ist ein Stadtbezirk in Krakau sowie ein ehemaliges Dorf, halbwegs zwischen der Altstadt von Krakau im Westen und Nowa Huta im Osten, nördlich der Weichsel in Polen.
Im Ortsteil befindet sich das Polnische Luftfahrtmuseum.

## Geschichte
Der Ort Czyrzyny wurde im Jahr 1217 als Cyrino erstmals urkundlich erwähnt, als ein Wirtshaus im Dorf locus, qui dicitur Cyrino von Leszek I. an das Kloster Miechów verliehen wurde. 1238 übergab Heinrich I. einige Privilegien in Cirin an das Kloster Mogila. 1294 erlaubte Wenzel II. dem Kloster die Anlegung des Dorfs nach deutschem Recht, was 1336 von Kasimir III. bestätigt wurde. Der besitzanzeigende Name, ursprünglich Czyrzyn ist von dem Appellativ czyrak (Furunkel) durch einen Personennamen abgeleitet. Die Form Czyżyny wurde vom Wort czyż (Erlenzeisig) beeinflusst.
Im späten 18. Jahrhundert gab es im Dorf mit dem Nachbarort Łęg um 100 Häuser mit um 600 Einwohnern, einen Gutshof mit einem Vorwerk und ein Wirtshaus.
Bei der dritten Teilung Polens wurde es 1795 Teil des habsburgischen Kaiserreichs. In den Jahren 1815–1846 gehörte das Dorf zur Republik Krakau, 1846 wurde es als Teil des kurzlebigen Großherzogtums Krakau in die Länder des Kaisertums Österreich annektiert. Ab dem Jahr 1855 gehörte es zum Bezirk Krakau. 1864–1869 wurde die Befestigung „Pszorna“ der Festung Krakau von Österreichern erbaut. 1912 wurde dabei der Flugpark 7 mit einer Fläche von 55 Hektar zwischen Czyżyny und Rakowice erbaut.
Im Jahr 1900 hatte die Gemeinde Czyżyny 416 Hektar Fläche, 83 Häuser mit 544 Einwohnern, davon waren alle polnischsprachig, außer 540 Römisch-Katholiken gab es 4 Juden.
In der Zwischenkriegszeit wurde der Flugpark von Polen ausgebaut. 1936–1939 wurde eine Kirche erbaut, ab 1951 Sitz einer Pfarrei. 1937–1938 entstand eine Tabakfabrik. Czyżyny wurde mit Olsza und Rakowice im Jahr 1941 von deutschen Besatzern nach Krakau eingemeindet, was erst am 25. Oktober 1948 mit rückwirkender Gültigkeit vom 18. Januar 1945 von polnischen Verwaltung bestätigt wurde.
In den 1970er bis 1990er Jahren wurden einige Plattenbau-Siedlungen in Czyżyny errichtet.

## Stadtbezirk

Dzielnica XIV Czyżyny

Bis zum Jahr 1991 gehörte Czyżyny zum Stadtbezirk Nowa Huta. Der Stadtbezirk Dzielnica XIV Czyżyny hatte 2018 eine Fläche von 12,26 Quadratkilometern und 29.635 Einwohner. Er umfasst die ehemaligen Orte beziehungsweise Siedlungen:
- Czyżyny
- Łęg
- Osiedle 2 Pułku Lotniczego
- Osiedle Akademickie
- Osiedle Avia
- Osiedle Botanika
- Osiedle Centralna Park
- Osiedle Czyżyny
- Osiedle Dywizjonu 303
- Osiedle Orlińskiego